# Adonal Foyle
Pour les articles homonymes, voir Foyle.
Adonal Foyle, né le 9 mars 1975 à Canouan, à Saint-Vincent-et-les-Grenadines, est un joueur de Saint-Vincent-et-les-Grenadines de basket-ball, évoluant au poste de pivot.

## Biographie
Adonal Foyle est adopté à l'âge de 15 ans par Joan et Jay Mandle, professeurs à l'université Colgate. Il rejoint le lycée Hamilton Central School Hamilton à New York, remportant avec l'équipe de basket-ball des Emerald Knights les deux premiers titres de champion de l'État de l'histoire du lycée.
Il joue en NCAA à l'université Colgate, dans l'équipe des Raiders de Colgate, où il est le meilleur rebondeur et le deuxième meilleur marqueur de l'histoire de l'école. Il quitte la NCAA avec le record du nombre de contres en NCAA avec 492, bien qu'il n'ait disputé que trois saisons. Ce record sera battu par Wojciech Myrda en 2002. Il se classe désormais au 3e rang, derrière Myrda et Jarvis Varnado.
Foyle est diplômé de l'université Colgate en histoire.
Il est sélectionné par les Golden State Warriors lors de la draft 1997 au 8e rang. 
En juillet 2004, il signe un nouveau contrat de six ans et 42 millions de dollars Lors de la saison 2006-2007, il joue peu et il est évincé par les Warriors le 13 août 2007. Le 23 août 2007, il est recruté par le Orlando Magic pour le minimum salarial attribué aux vétérans. Le 2 août 2008, il signe un nouveau contrat d'un an avec le Magic. Il est transféré aux Memphis Grizzlies le 19 février 2009. Le 1er mars 2009, les Grizzlies se séparent de Foyle Il retourne alors au Orlando Magic le 23 mars 2009 pour le reste de la saison. Cependant, une blessure au genou l'empêche de jouer lors de cette saison. Le 17 août 2010, Adonal Foyle annonce qu'il met un terme à sa carrière de joueur. Au cours de sa carrière, Adonal Foyle aura inscrit 4,1 points et 1,6 contre par match. Il figure parmi les dix meilleurs joueurs à la moyenne des contres par match en carrière.
Dans de son temps libre, Foyle écrit des poèmes et collabore à HOOP Magazine.
Politiquement engagé, il fonde en 2001 l'association Democracy Matters, qui tente d'atténuer les effets de l'argent sur les politiques. Active dans plus de 50 campus universitaires, Democracy Matters incite des centaines d'étudiants à s'investir dans la vie politique.
En 2005, Adonal Foyle crée la fondation Kerosene Lamp, qui aide les enfants à Saint-Vincent-et-les-Grenadines.
Il fait une apparition dans le film The Darwin Awards.
Foyle devient citoyen américain le 13 mars 2007, après 18 ans passés aux États-Unis. Il devient membre du comité exécutif de l'association des joueurs de la NBA.
Le 24 septembre 2009, Foyle est intronisé au World Sports Humanitarian Hall of Fame, où seuls huit autres joueurs NBA ont été intronisés : (Nate Archibald, Vlade Divac, Julius Erving, A.C. Green, Kevin Johnson, Dikembe Mutombo, David Robinson et Steve Smith).
Le 7 septembre 2010, le Orlando Magic nomme Foyle directeur du développement des joueurs.